# جک نوثورتی
جک نوثورتی (انگلیسی: Jack Noseworthy؛ زادهٔ ۲۱ دسامبر ۱۹۶۴) یک بازیگر سینما، و هنرپیشه اهل ایالات متحده آمریکا است.
از فیلم‌ها یا برنامه‌های تلویزیونی که وی در آن نقش داشته‌است می‌توان به بدل‌ها اشاره کرد.

## فیلم‌شناسی
- Encino Man - ۱۹۹۲
- Alive: The Miracle of the Andes  - ۱۹۹۳
- A Place for Annie - ۱۹۹۴
- اس.اف.دبلیو - ۱۹۹۴
- Dead at 21 - ۱۹۹۴
- The Brady Bunch Movie - ۱۹۹۵
- Barb Wire - ۱۹۹۶
- ماه موهاوی - ۱۹۹۶
- اثر ماشه - ۱۹۹۶
- ۱۹۹۷ -انهدام
- Event Horizon - ۱۹۹۷
- دست‌های بیکار - ۱۹۹۹
- The Sterling Chase - ۱۹۹۹ همچنین با نام Graduation Week نیز مشهور است.
- Cecil B. Demented- ۲۰۰۰
- U-571 - ۲۰۰۰
- Unconditional Love - ۲۰۰۲
- Undercover Brother - ۲۰۰۲
- نابودگر ۳: خیزش ماشین‌ها (deleted scene) - ۲۰۰۳
- Poster Boy - ۲۰۰۴
- Elvis - ۲۰۰۵
- Phat Girlz - ۲۰۰۶
- مردم زیبا و زشت - ۲۰۰۸
- بدل‌ها (فیلم) - ۲۰۰۹
- Killing Kennedy - ۲۰۱۳
- Julia - ۲۰۱۴
- Pearly Gates - ۲۰۱۵